# Oduži mi se poljupcima
Oduži mi se poljupcima je 21. album bosansko - hrvatske pjevačice Nede Ukraden izdan za srpsko tržište 2006. godine. 

## Popis pjesama
1. Oduži mi se poljupcima (3:15)
2. Ruke (2:54)
3. Januar i Februar (3:40)
4. Maki, Maki (3:50)
5. Haljina (3:35)
6. Srećo moja (3:03)
7. Šljokice (3:32)
8. Vrijeme je (3:47)
9. Vidiš sada (3:14)
10. Stvarno se isplatilo (2:53)

## O albumu
Poslije dvogodišnje pauze u izdavanju albuma, Neda se ponovo, pred kraj 2006. odlučuje na izdavanje albuma. Na njemu je surađivala sa srpskim autorima (Marina Tucaković i Romario), dok su samo jednu pjesmu (završnu na albumu) napravili autori iz Hrvatske, Branimir Mihaljević i Fayo. Upravo s tom pjesmom (Stvarno se isplatilo) Neda se 2008. godine predstavila na Hrvatskom radijskom festivalu.
Kao kuriozitet, ponovo je obnovila suradnju s Goranom Bregovićem, koji joj je napisao pjesmu "Maki, Maki" i ukazao joj da treba snimiti pjesmu "Srećo moja" (rumunjska tradicionala). Ove dvije pjesme su postale i vodeće na albumu, pored naslovne – "Oduži mi se poljupcima". Album je inspiriran komercijalnim pop zvukom, ali i folk motivima u stilu Gorana Bregovića.